# GSC3643-1589
GSC3643-1589 — хімічно пекулярна зоря спектрального класу B8, що має видиму зоряну величину в смузі V приблизно  9,9.